# Lore Terracini
Lore Terracini (Turín, 6 de agosto de 1925-ibídem, 12 de diciembre de 1995) fue una crítica literaria e hispanista italiana, conocida, sobre todo, por su trabajo crítico de la literatura española del Siglo de Oro y por sus estudios de la didáctica de la literatura.

## Biografía
De familia israelitica, hija primogénita del matemático torinese Alessandro Terracini, en su infancia asistió a las escuelas hebreas de Turín, pero pasó los años de su adolescencia en Tucumán (Argentina), adonde su familia había emigrado en 1939 a causa de las persecuciones antisemitas en Italia. La estadía en la Argentina, sobre la cual escribió en diversas ocasiones, tuvo una notable influencia en su formación como hispanista, muy atenta también a la literatura hispanoamericana. En Tucumán asistió primero a una escuela normal y luego a la Universidad Nacional de Tucumán, donde se recibió de Profesora en Letras en 1946. Durante el período universitario participó en el movimiento estudiantil antiperonista, más allá de que asistía a manifestaciones antifascistas y antinazistas. Decisiva en su formación fue la figura del tío, el célebre lingüista Benvenuto Terracini, que la llevó a estudiar la literatura siempre atenta a la especificidad de los fenómenos lingüísticos. De regreso en Italia, en 1948 se graduó en Filología Románica en Turín y empezó la carrera de docente universitaria en Messina, para proseguirla luego en Roma, Génova y Turín. En esta última universidad enseñó desde 1979 hasta su muerte en el año 1995.
Entre sus estudios de mayor relieve figuran aquellos sobre la poesía de Luis de Góngora, sobre Juan de Valdés (cuyo Diálogo de la lengua editó), sobre la literatura y la poesía del Siglo de Oro. Su método crítico, que dejó asentado especialmente en el volumen I codici del silenzio (1988), integra el análisis estilístico de los maestros Leo Spitzer y Benvenuto Terracini con las nuevas tendencias del estructuralismo (también por la influencia de Cesare Segre) y de la semiótica. La fuerte atención (considerada por ella también un posicionamiento civil y político) hacia la didáctica de la literatura está particularmente presente en su obra I segni e la scuola (1980).

## Obras
- Lingua come problema nella letteratura spagnola del Cinquecento, Torino, Stampatori, 1979.
- I segni e la scuola. Didattica della letteratura come pratica sociale, Torino, La Rosa, 1980.
- I codici del silenzio, Alessandria-Torino, Edizioni Dell'Orso, 1988.